# Ben Peperkamp
Bernard Josef (Ben) Peperkamp (Den Haag, 21 april 1959 − Amsterdam, 18 november 2017) was een Nederlands hoogleraar Moderne Nederlandse Letterkunde.

## Biografie
Peperkamp studeerde in 1987 af in Nederlandse Taal en Letterkunde en Algemene Literatuurwetenschap aan de Universiteit Utrecht. Aan diezelfde universiteit promoveerde hij in 1995 op Over de dichtkunst: een lezing met demonstraties. Interpretatieve en literair-historische beschouwingen over een programmatisch gedicht van Leo Vroman. Over Vroman had hij al gepubliceerd in 1990 en ook bijgedragen aan het Schrijversprentenboek over de dichter. Daarna werkte hij als hoofddocent en senior onderzoeker aan zijn alma mater. Vanaf 1 juni 2007 was hij hoogleraar Moderne Nederlandse Letterkunde aan de Vrije Universiteit Amsterdam.
Peperkamp was vooral geïnteresseerd in de relatie tussen wetenschap en literatuur. Daarnaast publiceerde hij over de dichters P.C. Boutens, J.H. Leopold, Gerrit Achterberg, J.J.L. ten Kate, Nicolaas Beets en publiceerde hij in 2016 samen met zijn partner, Querido-uitgever Annette Portegies, geannoteerde fragmenten uit de dagboeken van Doeschka Meijsing (1947-2012) in de reeks Privé-domein. Hij leverde ook bijdragen aan verschillende afscheidsbundels van collega's en publiceerde tientallen tijdschriftartikelen.
Peperkamp bekleedde daarnaast verschillende nevenfuncties. Zo was hij voorzitter van de Commissie Letteren en Bibliotheken van de Raad voor Cultuur en sinds 1 januari 2017 was hij lid van het bestuur "Sociale en Geesteswetenschappen" bij de Nederlandse Organisatie voor Wetenschappelijk Onderzoek (NWO). Hij werkte mee aan verscheidene adviezen van de Raad voor Cultuur. Hij was redacteur van het tijdschrift Nederlandse Letterkunde.
In 2015 was hij promotor van Wouter Schrover (Einde verhaal. Euthanasie en hulp bij zelfdoding in hedendaagse narratieve fictie) en in 2016 van Dorine Gorter (Reverdy entre poésie et peinture. Cubisme et paragone dans les écrits sur l'art (1912-1926) de Pierre Reverdy).
Prof. dr. B.J. Peperkamp overleed plotseling in november 2017 aan een longembolie.